# Christopher Paul Hasson
Pour les articles homonymes, voir Hasson.
 (mars 2019).
Christopher Paul Hasson (né aux alentours de 1969) est un lieutenant des garde-côtes des États-Unis originaire du Maryland. Il a été accusé en février 2019 d'avoir planifié des assassinats ciblés de personnalités politiques et de médias américains, ainsi que d'attaques terroristes aveugles utilisant des armes biologiques.  Il a été arrêté pour possession d'armes et de drogue en février 2019. 